# Llista d'asteroides/177201-177300
| Nom      | Designació provisional | Data de descobriment   | Lloc de descobriment | Descobridor/s |
| -------- | ---------------------- | ---------------------- | -------------------- | ------------- |
| 177201 - | 2003 UZ86              | 18 d'octubre de 2003   | Palomar              | NEAT          |
| 177202 - | 2003 UJ91              | 20 d'octubre de 2003   | Socorro              | LINEAR        |
| 177203 - | 2003 UF92              | 20 d'octubre de 2003   | Palomar              | NEAT          |
| 177204 - | 2003 UP96              | 18 d'octubre de 2003   | Palomar              | NEAT          |
| 177205 - | 2003 UU98              | 19 d'octubre de 2003   | Kitt Peak            | Spacewatch    |
| 177206 - | 2003 US103             | 20 d'octubre de 2003   | Kitt Peak            | Spacewatch    |
| 177207 - | 2003 UQ105             | 18 d'octubre de 2003   | Kitt Peak            | Spacewatch    |
| 177208 - | 2003 UK109             | 19 d'octubre de 2003   | Kitt Peak            | Spacewatch    |
| 177209 - | 2003 UD117             | 21 d'octubre de 2003   | Socorro              | LINEAR        |
| 177210 - | 2003 UE134             | 20 d'octubre de 2003   | Palomar              | NEAT          |
| 177211 - | 2003 UZ140             | 17 d'octubre de 2003   | Campo Imperatore     | CINEOS        |
| 177212 - | 2003 UN145             | 18 d'octubre de 2003   | Anderson Mesa        | LONEOS        |
| 177213 - | 2003 UT147             | 18 d'octubre de 2003   | Kitt Peak            | Spacewatch    |
| 177214 - | 2003 UX154             | 20 d'octubre de 2003   | Kitt Peak            | Spacewatch    |
| 177215 - | 2003 UO159             | 20 d'octubre de 2003   | Kitt Peak            | Spacewatch    |
| 177216 - | 2003 UX164             | 21 d'octubre de 2003   | Palomar              | NEAT          |
| 177217 - | 2003 UA173             | 20 d'octubre de 2003   | Palomar              | NEAT          |
| 177218 - | 2003 UL174             | 21 d'octubre de 2003   | Palomar              | NEAT          |
| 177219 - | 2003 UO175             | 21 d'octubre de 2003   | Anderson Mesa        | LONEOS        |
| 177220 - | 2003 UN188             | 22 d'octubre de 2003   | Socorro              | LINEAR        |
| 177221 - | 2003 UW196             | 21 d'octubre de 2003   | Kitt Peak            | Spacewatch    |
| 177222 - | 2003 UJ208             | 22 d'octubre de 2003   | Kitt Peak            | Spacewatch    |
| 177223 - | 2003 UT208             | 22 d'octubre de 2003   | Kitt Peak            | Spacewatch    |
| 177224 - | 2003 UL218             | 21 d'octubre de 2003   | Socorro              | LINEAR        |
| 177225 - | 2003 UN218             | 21 d'octubre de 2003   | Socorro              | LINEAR        |
| 177226 - | 2003 UE224             | 22 d'octubre de 2003   | Socorro              | LINEAR        |
| 177227 - | 2003 UV232             | 24 d'octubre de 2003   | Socorro              | LINEAR        |
| 177228 - | 2003 UB234             | 24 d'octubre de 2003   | Socorro              | LINEAR        |
| 177229 - | 2003 UL236             | 22 d'octubre de 2003   | Haleakala            | NEAT          |
| 177230 - | 2003 UQ243             | 24 d'octubre de 2003   | Socorro              | LINEAR        |
| 177231 - | 2003 UE246             | 24 d'octubre de 2003   | Socorro              | LINEAR        |
| 177232 - | 2003 UY250             | 25 d'octubre de 2003   | Socorro              | LINEAR        |
| 177233 - | 2003 UC252             | 26 d'octubre de 2003   | Catalina             | CSS           |
| 177234 - | 2003 UU252             | 26 d'octubre de 2003   | Kitt Peak            | Spacewatch    |
| 177235 - | 2003 UK259             | 25 d'octubre de 2003   | Socorro              | LINEAR        |
| 177236 - | 2003 UV265             | 27 d'octubre de 2003   | Haleakala            | NEAT          |
| 177237 - | 2003 UH266             | 28 d'octubre de 2003   | Socorro              | LINEAR        |
| 177238 - | 2003 UK267             | 28 d'octubre de 2003   | Socorro              | LINEAR        |
| 177239 - | 2003 UK269             | 29 d'octubre de 2003   | Socorro              | LINEAR        |
| 177240 - | 2003 UP269             | 29 d'octubre de 2003   | Socorro              | LINEAR        |
| 177241 - | 2003 UF276             | 29 d'octubre de 2003   | Catalina             | CSS           |
| 177242 - | 2003 UR276             | 30 d'octubre de 2003   | Socorro              | LINEAR        |
| 177243 - | 2003 UH281             | 28 d'octubre de 2003   | Socorro              | LINEAR        |
| 177244 - | 2003 VA1               | 5 de novembre de 2003  | Socorro              | LINEAR        |
| 177245 - | 2003 WB                | 17 de novembre de 2003 | Wrightwood           | J. W. Young   |
| 177246 - | 2003 WZ6               | 18 de novembre de 2003 | Palomar              | NEAT          |
| 177247 - | 2003 WY8               | 16 de novembre de 2003 | Kitt Peak            | Spacewatch    |
| 177248 - | 2003 WC10              | 18 de novembre de 2003 | Kitt Peak            | Spacewatch    |
| 177249 - | 2003 WL11              | 18 de novembre de 2003 | Palomar              | NEAT          |
| 177250 - | 2003 WP11              | 18 de novembre de 2003 | Palomar              | NEAT          |
| 177251 - | 2003 WD12              | 18 de novembre de 2003 | Palomar              | NEAT          |
| 177252 - | 2003 WX14              | 16 de novembre de 2003 | Kitt Peak            | Spacewatch    |
| 177253 - | 2003 WL18              | 19 de novembre de 2003 | Socorro              | LINEAR        |
| 177254 - | 2003 WM18              | 19 de novembre de 2003 | Socorro              | LINEAR        |
| 177255 - | 2003 WC25              | 20 de novembre de 2003 | Socorro              | LINEAR        |
| 177256 - | 2003 WA30              | 18 de novembre de 2003 | Kitt Peak            | Spacewatch    |
| 177257 - | 2003 WP32              | 18 de novembre de 2003 | Kitt Peak            | Spacewatch    |
| 177258 - | 2003 WX39              | 19 de novembre de 2003 | Kitt Peak            | Spacewatch    |
| 177259 - | 2003 WT55              | 20 de novembre de 2003 | Socorro              | LINEAR        |
| 177260 - | 2003 WM56              | 20 de novembre de 2003 | Socorro              | LINEAR        |
| 177261 - | 2003 WF57              | 18 de novembre de 2003 | Palomar              | NEAT          |
| 177262 - | 2003 WA58              | 18 de novembre de 2003 | Kitt Peak            | Spacewatch    |
| 177263 - | 2003 WY59              | 18 de novembre de 2003 | Palomar              | NEAT          |
| 177264 - | 2003 WQ64              | 19 de novembre de 2003 | Kitt Peak            | Spacewatch    |
| 177265 - | 2003 WX75              | 19 de novembre de 2003 | Socorro              | LINEAR        |
| 177266 - | 2003 WK88              | 24 de novembre de 2003 | Socorro              | LINEAR        |
| 177267 - | 2003 WM92              | 18 de novembre de 2003 | Palomar              | NEAT          |
| 177268 - | 2003 WF95              | 19 de novembre de 2003 | Anderson Mesa        | LONEOS        |
| 177269 - | 2003 WV101             | 21 de novembre de 2003 | Socorro              | LINEAR        |
| 177270 - | 2003 WB114             | 20 de novembre de 2003 | Socorro              | LINEAR        |
| 177271 - | 2003 WJ117             | 20 de novembre de 2003 | Socorro              | LINEAR        |
| 177272 - | 2003 WO122             | 20 de novembre de 2003 | Socorro              | LINEAR        |
| 177273 - | 2003 WW126             | 20 de novembre de 2003 | Socorro              | LINEAR        |
| 177274 - | 2003 WM129             | 21 de novembre de 2003 | Socorro              | LINEAR        |
| 177275 - | 2003 WH132             | 19 de novembre de 2003 | Kitt Peak            | Spacewatch    |
| 177276 - | 2003 WB135             | 21 de novembre de 2003 | Socorro              | LINEAR        |
| 177277 - | 2003 WN135             | 21 de novembre de 2003 | Socorro              | LINEAR        |
| 177278 - | 2003 WR138             | 21 de novembre de 2003 | Socorro              | LINEAR        |
| 177279 - | 2003 WD142             | 21 de novembre de 2003 | Socorro              | LINEAR        |
| 177280 - | 2003 WY142             | 23 de novembre de 2003 | Socorro              | LINEAR        |
| 177281 - | 2003 WE149             | 24 de novembre de 2003 | Socorro              | LINEAR        |
| 177282 - | 2003 WQ151             | 28 de novembre de 2003 | Sandlot              | G. Hug        |
| 177283 - | 2003 WG152             | 28 de novembre de 2003 | Kitt Peak            | Spacewatch    |
| 177284 - | 2003 WS152             | 26 de novembre de 2003 | Socorro              | LINEAR        |
| 177285 - | 2003 WE155             | 26 de novembre de 2003 | Kitt Peak            | Spacewatch    |
| 177286 - | 2003 WX162             | 30 de novembre de 2003 | Kitt Peak            | Spacewatch    |
| 177287 - | 2003 WF166             | 20 de novembre de 2003 | Socorro              | LINEAR        |
| 177288 - | 2003 XF                | 3 de desembre de 2003  | Socorro              | LINEAR        |
| 177289 - | 2003 XA1               | 1 de desembre de 2003  | Kitt Peak            | Spacewatch    |
| 177290 - | 2003 XD1               | 1 de desembre de 2003  | Kitt Peak            | Spacewatch    |
| 177291 - | 2003 XR6               | 3 de desembre de 2003  | Socorro              | LINEAR        |
| 177292 - | 2003 XA12              | 14 de desembre de 2003 | Socorro              | LINEAR        |
| 177293 - | 2003 XM12              | 14 de desembre de 2003 | Palomar              | NEAT          |
| 177294 - | 2003 XO17              | 15 de desembre de 2003 | Kitt Peak            | Spacewatch    |
| 177295 - | 2003 XX17              | 14 de desembre de 2003 | Kitt Peak            | Spacewatch    |
| 177296 - | 2003 XK19              | 15 de desembre de 2003 | Socorro              | LINEAR        |
| 177297 - | 2003 XD28              | 1 de desembre de 2003  | Kitt Peak            | Spacewatch    |
| 177298 - | 2003 XP30              | 1 de desembre de 2003  | Kitt Peak            | Spacewatch    |
| 177299 - | 2003 YB1               | 17 de desembre de 2003 | Socorro              | LINEAR        |
| 177300 - | 2003 YH4               | 16 de desembre de 2003 | Catalina             | CSS           |